# Liste der Gouverneure von Tennessee

Gouverneursflagge

In dieser Liste sind alle Gouverneure des US-Bundesstaates Tennessee sowie der einzige Gouverneur des Südwest-Territoriums, aus dem später der Staat Tennessee hervorging, aufgeführt.

## Südwest-Territorium
| Name           | Amtszeit  | Partei                |
| -------------- | --------- | --------------------- |
| William Blount | 1790–1796 | Democratic Republican |

## Bundesstaat Tennessee
| Name                      | Amtszeit  | Partei                |
| ------------------------- | --------- | --------------------- |
| John Sevier               | 1796–1801 | Democratic Republican |
| Archibald Roane           | 1801–1803 | Democratic Republican |
| John Sevier               | 1803–1809 | Democratic Republican |
| Willie Blount             | 1809–1815 | Democratic Republican |
| Joseph McMinn             | 1815–1821 | Democratic Republican |
| William Carroll           | 1821–1827 | Democratic Republican |
| Samuel Houston            | 1827–1829 | Democratic Republican |
| William Hall              | 1829      | Democratic Republican |
| William Carroll           | 1829–1835 | Demokrat              |
| Newton Cannon             | 1835–1839 | Whig                  |
| James Knox Polk           | 1839–1841 | Demokrat              |
| James Chamberlain Jones   | 1841–1845 | Whig                  |
| Aaron Venable Brown       | 1845–1847 | Demokrat              |
| Neill Smith Brown         | 1847–1849 | Whig                  |
| William Trousdale         | 1849–1851 | Demokrat              |
| William Bowell Campbell   | 1851–1853 | Whig                  |
| Andrew Johnson            | 1853–1857 | Demokrat              |
| Isham Green Harris        | 1857–1862 | Demokrat              |
| Andrew Johnson            | 1862–1865 | Demokrat              |
| William Gannaway Brownlow | 1865–1869 | Republikaner          |
| Dewitt Clinton Senter     | 1869–1871 | Republikaner          |
| John Calvin Brown         | 1871–1875 | Demokrat              |
| James Davis Porter        | 1875–1879 | Demokrat              |
| Albert Smith Marks        | 1879–1881 | Demokrat              |
| Alvin Hawkins             | 1881–1883 | Republikaner          |
| William Brimage Bate      | 1883–1887 | Demokrat              |
| Robert Love Taylor        | 1887–1891 | Demokrat              |
| John Price Buchanan       | 1891–1893 | Demokrat              |
| Peter Turney              | 1893–1897 | Demokrat              |
| Robert Love Taylor        | 1897–1899 | Demokrat              |
| Benton McMillin           | 1899–1903 | Demokrat              |
| James Beriah Frazier      | 1903–1905 | Demokrat              |
| John Isaac Cox            | 1905–1907 | Demokrat              |
| Malcolm Rice Patterson    | 1907–1911 | Demokrat              |
| Ben Walter Hooper         | 1911–1915 | Republikaner          |
| Thomas Clarke Rye         | 1915–1919 | Demokrat              |
| Albert Houston Roberts    | 1919–1921 | Demokrat              |
| Alfred Alexander Taylor   | 1921–1923 | Republikaner          |
| Austin Peay               | 1923–1927 | Demokrat              |
| Henry Hollis Horton       | 1927–1933 | Demokrat              |
| Harry Hill McAlister      | 1933–1937 | Demokrat              |
| Gordon Weaver Browning    | 1937–1939 | Demokrat              |
| William Prentice Cooper   | 1939–1945 | Demokrat              |
| Jim Nance McCord          | 1945–1949 | Demokrat              |
| Gordon Weaver Browning    | 1949–1953 | Demokrat              |
| Frank Goad Clement        | 1953–1959 | Demokrat              |
| Buford Ellington          | 1959–1963 | Demokrat              |
| Frank Goad Clement        | 1963–1967 | Demokrat              |
| Buford Ellington          | 1967–1971 | Demokrat              |
| Winfield Culberson Dunn   | 1971–1975 | Republikaner          |
| Leonard Ray Blanton       | 1975–1979 | Demokrat              |
| Andrew Lamar Alexander    | 1979–1987 | Republikaner          |
| Ned Ray McWherter         | 1987–1995 | Demokrat              |
| Donald Kenneth Sundquist  | 1995–2003 | Republikaner          |
| Philip Norman Bredesen    | 2003–2011 | Demokrat              |
| William Edward Haslam     | 2011–2019 | Republikaner          |
| William Byron Lee         | seit 2019 | Republikaner          |